# Le Horps

Le Horps este o comună în departamentul Mayenne, Franța. În 2009 avea o populație de 761 de locuitori.